# Ezra P. Savage
Ezra Perin Savage, född 3 april 1842 i Connersville, Indiana, död 8 januari 1920 i Tacoma, Washington, var en amerikansk republikansk politiker. Han var Nebraskas viceguvernör från januari till maj 1901 och därefter guvernör 1901–1903.
Savage utexaminerades från Iowa College (numera Grinnell College), studerade sedan juridik och inledde 1875 sin karriär som advokat.
År 1900 valdes Savage till Nebraskas viceguvernör. År 1901 efterträdde han sedan Charles Henry Dietrich som Nebraskas guvernör och efterträddes 1903 av John H. Mickey.
Savage avled 1920 och gravsattes på Tacoma Cemetery i Tacoma.